# Pozorac
Pozorac – wieś w Chorwacji, w żupanii splicko-dalmatyńskiej, w gminie Marina. W 2011 roku liczyła 137 mieszkańców.